# Тиморская плита

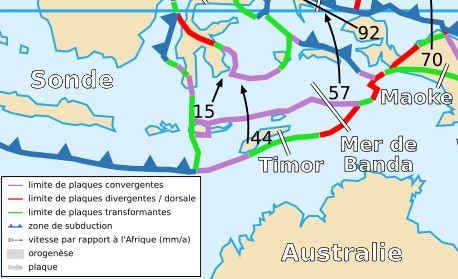
Карта расположения Тиморской плиты

Тиморская плита — микроплита в Юго-Восточной Азии, является фундаментом острова Тимор и прилегающих островов. Имеет площадь 0,0087 стерадиан. Обычно ассоциируется с Евразийской плитой.
Индо-Австралийская плита субдукцирует под южный край плиты, в то время как небольшой дивергентный предел находится на восточной границе. Ещё одна конвергентная граница существует на грани с плитой моря Банда на севере и на западе есть трансформный разлом.